# هرمان إدوارد أنطون
هرمان إدوارد أنطون (بالألمانية: Hermann Eduard Anton)‏ هو عالم رخويات ‏ ألماني، ولد في 17 ديسمبر 1794 في غورليتس في ألمانيا، وتوفي في 24 مارس 1872 في هاله في ألمانيا.